# Thierrens
Thierrens (toponimo francese) è una frazione di 619 abitanti del comune svizzero di Montanaire, nel Canton Vaud (distretto del Gros-de-Vaud).

## Storia

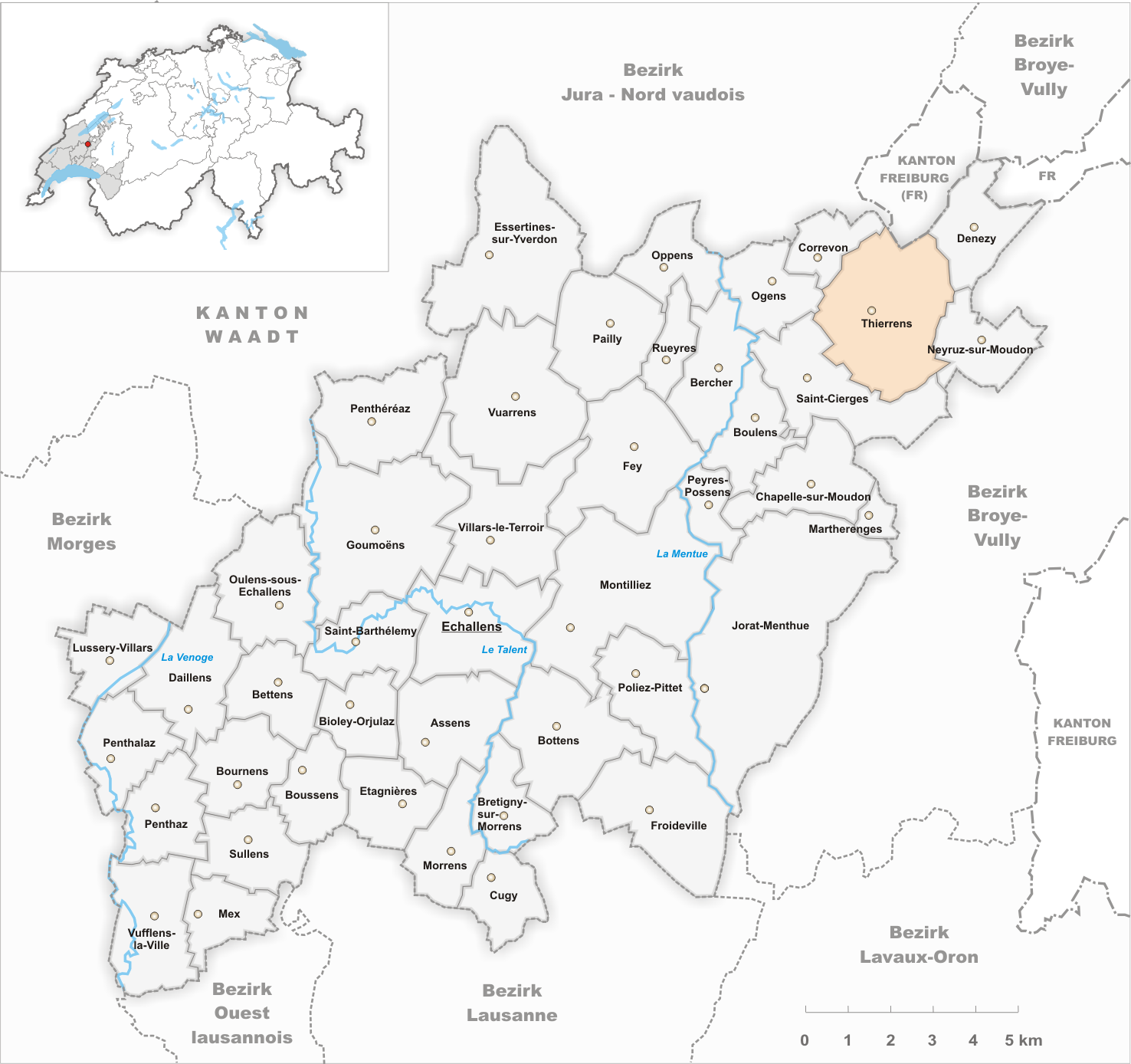
Il territorio del comune di Thierrens prima degli accorpamenti comunali del 2013

Già comune autonomo che si estendeva per 8,72 km², nel 2013 è stato accorpato agli altri comuni soppressi di Chanéaz, Chapelle-sur-Moudon, Correvon, Denezy, Martherenges, Neyruz-sur-Moudon, Peyres-Possens e Saint-Cierges per formare il nuovo comune di Montanaire, del quale Thierrens è il capoluogo.

### Simboli
Il consiglio di Thierrens decise nel 1923 di adottare uno stemma. Non essendo noti sigilli o stemmi storici, fu indetto un concorso e furono presentati 13 progetti.
Lo stemma attuale fu il progetto vincente: il cane fa riferimento al soprannome degli abitanti del villaggio (chiens, ovvero cani). La bordura nebulosa è ripresa dallo stemma dei signori di Grandson-Belmont, che governarono il villaggio nel XIII secolo.

## Monumenti e luoghi d'interesse

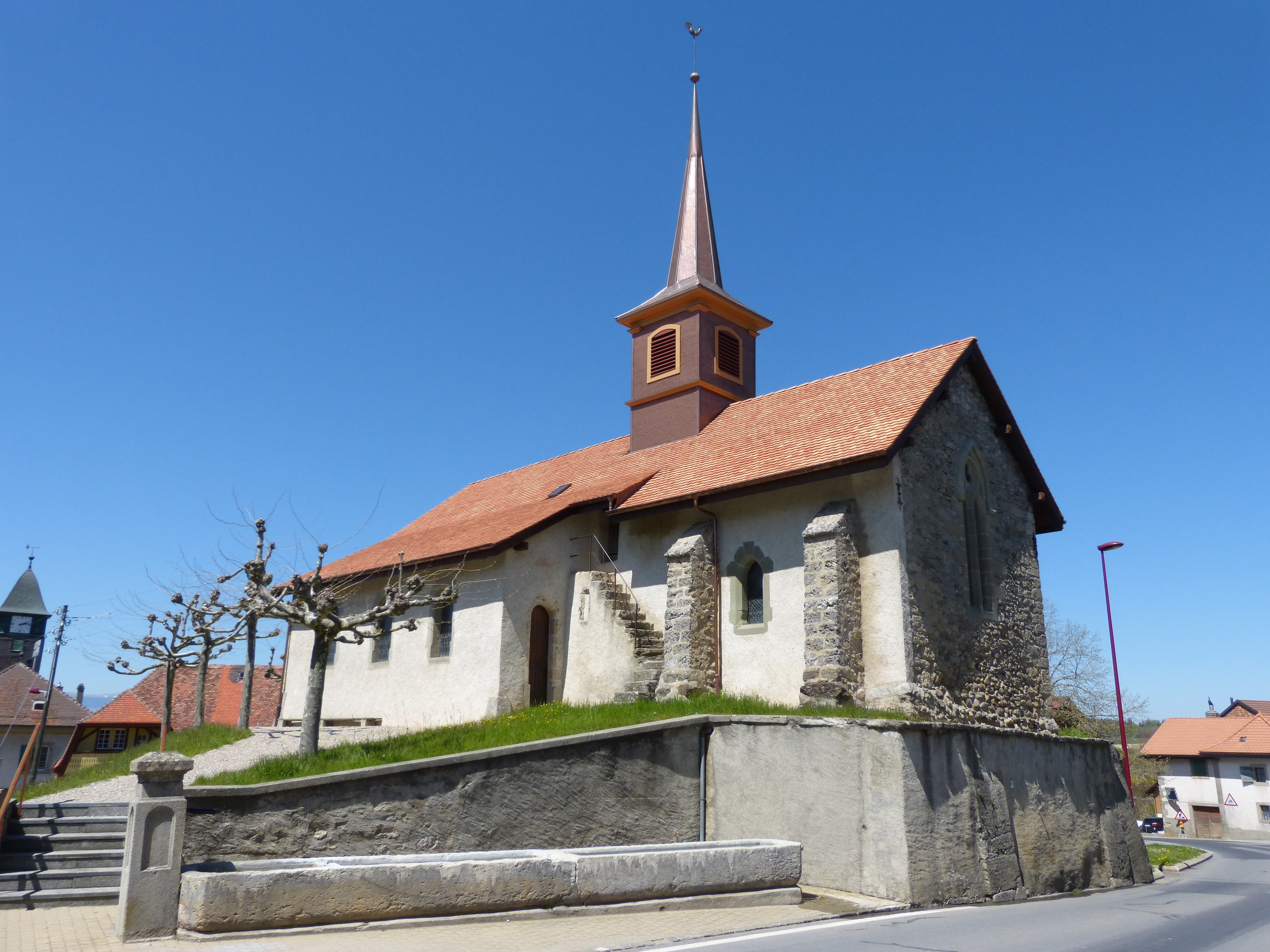
La chiesa di San Martino

- Chiesa riformata di San Martino, eretta nel XII secolo e ricostruita nel XVI secolo[1].

## Società

### Evoluzione demografica
L'evoluzione demografica è riportata nella seguente tabella:
Abitanti censiti

## Amministrazione
Ogni famiglia originaria del luogo fa parte del cosiddetto comune patriziale e ha la responsabilità della manutenzione di ogni bene ricadente all'interno dei confini della frazione.